# 库德尔河畔圣日耳曼
库德尔河畔圣日耳曼（法語：Saint-Germain-de-la-Coudre，法語發音：[sɛ̃ ʒɛʁmɛ̃ də la kudʁ] ⓘ，或纯音译为圣日耳曼德拉库德尔），法国西北部市镇，位于诺曼底大区奥恩省，隶属于莫尔塔涅欧佩什区，其市镇面积为26.21平方公里，2022年1月1日时人口数量为828人，在法国城市中排名第11,997位。
库德尔河畔圣日耳曼位于奥恩省东南部，与萨尔特省接壤，多条道路在此交汇。

## 地名
“圣日耳曼”一名来源于天主教人物欧塞尔的圣日耳曼。

## 历史
库德尔河畔圣日耳曼历史上长期为诺曼底和曼恩之间的一个普通村落。法国大革命后，库德尔河畔圣日耳曼成为奥恩省的一个市镇，并在1801年以前为一个县治。19世纪后，当地人口持续外流。

## 地理

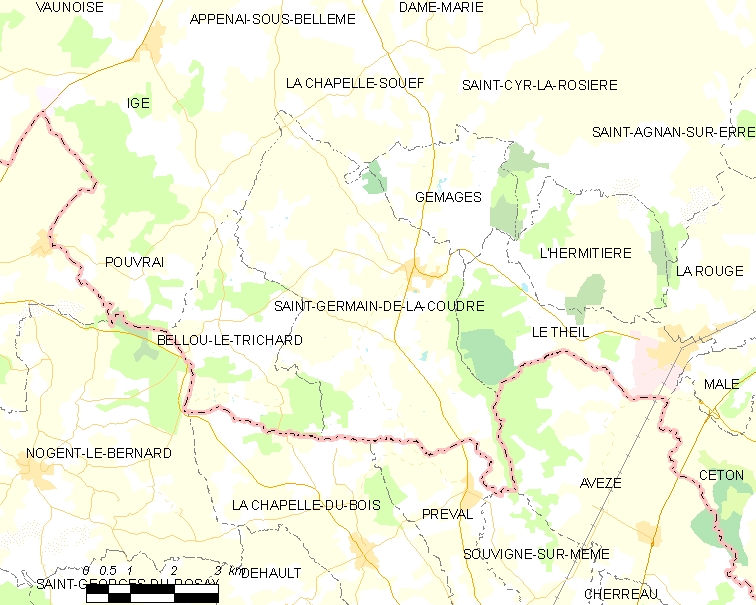
库德尔河畔圣日耳曼市镇范围地图

库德尔河畔圣日耳曼位于法国西北部，诺曼底大区南部和奥恩省东南部，距离省会阿朗松大约49公里。与库德尔河畔圣日耳曼接壤的市镇包括：拉沙佩勒苏埃夫、瓦勒欧佩什、阿沃泽、梅姆河畔苏维涅、普雷瓦勒、拉沙佩勒迪布瓦、贝卢勒特里沙尔、伊热。

### 地形
库德尔河畔圣日耳曼位于佩尔什南部腹地，境内以浅丘为主，市镇中心地势较为平坦，全境海拔在91到203米之间。

### 水文
库德尔河自北向南流经境内，该河是梅姆河的支流，属于卢瓦尔河水系。

### 植被
库德尔河畔圣日耳曼属于温带落叶林区，林地主要分布于河流附近。
在鲜花城市的评比中，库德尔河畔圣日耳曼暂未被评级。

### 气候
库德尔河畔圣日耳曼在柯本气候分类法中属于温带海洋性气候。

## 行政区划
库德尔河畔圣日耳曼是法国诺曼底大区奥恩省的一个市镇，编号为61394。库德尔河畔圣日耳曼隶属于莫尔塔涅欧佩什区、奥恩省第二选区和瑟通县，同时也是诺曼底佩尔什丘陵市镇公共社区的组成部分。
法国国家统计与经济研究所（简称）在进行数据统计时，未将库德尔河畔圣日耳曼划入任何城市核心区（Unité urbaine）或城市区（Aire urbaine）内。自2020年起，库德尔河畔圣日耳曼城市区被划入包含37个市镇的贝尔纳堡城市辐射区内。此外，还将库德尔河畔圣日耳曼市镇整体看作一个“块区”（IRIS）。

## 交通

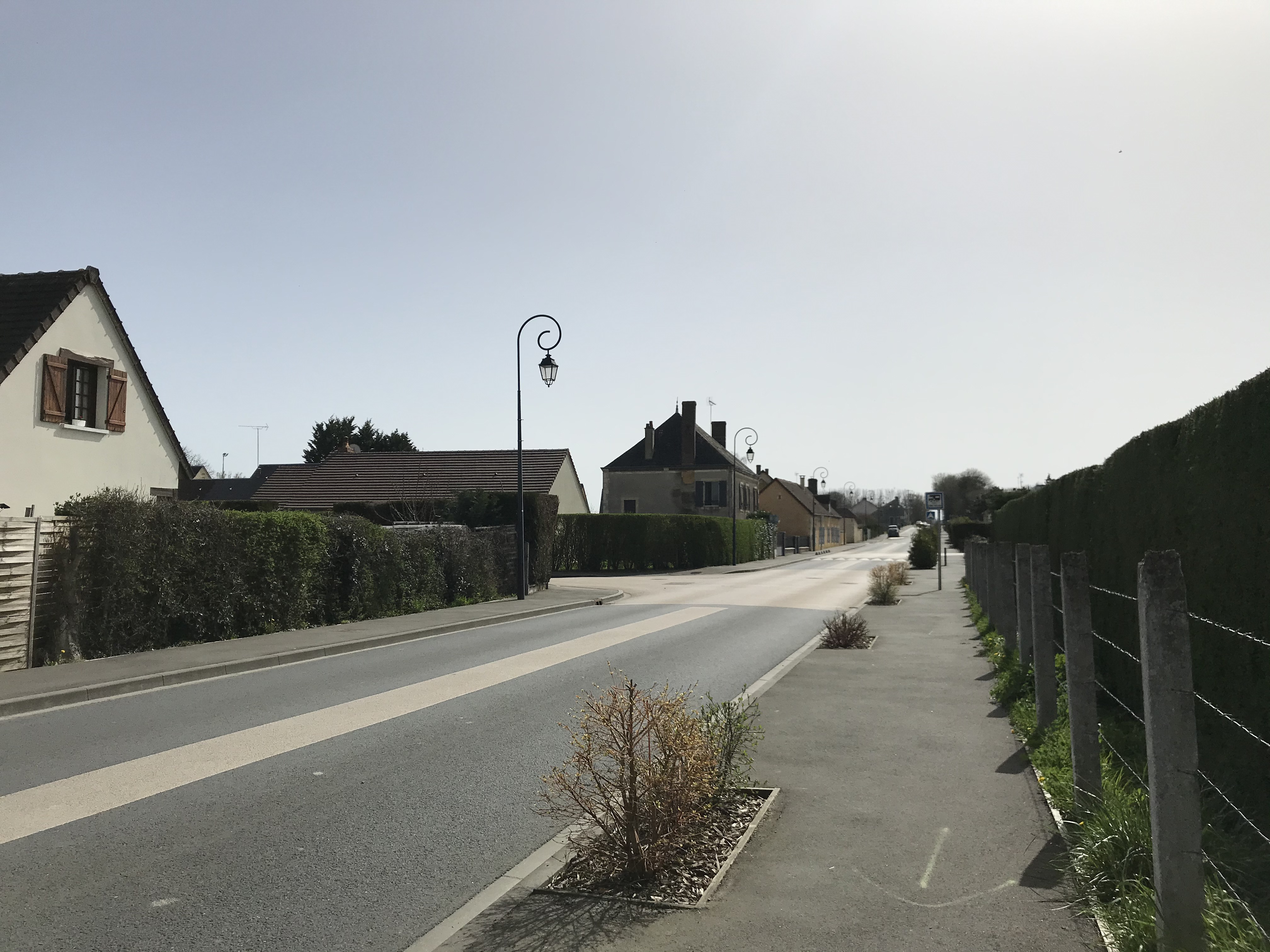
库德尔河畔圣日耳曼的公路

### 公路
奥恩省省道D7线、D107线、D211线和D285线在库德尔河畔圣日耳曼境内交汇，诺曼底大区下属的城际客运提供前往莫尔塔涅欧佩什的校车线路（编号为72），每天早上7点20出发，仅学生上课期间运行。
2017年，62.2%的库德尔河畔圣日耳曼家庭拥有至少一辆私人汽车。2019年，库德尔河畔圣日耳曼境内共发生各类交通事故1起，造成1人受伤。

### 铁路
距离库德尔河畔圣日耳曼最近的铁路车站是位于巴黎－布雷斯特铁路上的“勒泰伊-拉鲁日站”（Gare du Theil - La Rouge），该站停靠往返于沙特尔和勒芒之间的区域列车。

### 航空
距离库德尔河畔圣日耳曼最近的民用航空站为巴黎-奥利机场，距离库德尔河畔圣日耳曼市中心的公路里程约170公里。

### 城市公共交通
库德尔河畔圣日耳曼暂无城市公共交通系统。

## 政治
库德尔河畔圣日耳曼的现任市长为桑德里娜·普瓦特里莫尔女士（Sandrine Poitrimol），她是一名无党派人士，在2020年的市政选举中获得了54.55%的支持率。
在2017年的法国总统大选中，法国民族阵线主席玛丽娜·勒庞在库德尔河畔圣日耳曼获得了53.4%的支持率。

## 人口
2018年，库德尔河畔圣日耳曼市镇人口数量为779，在法国排名第11,997位。其中男性379人，女性376人，75岁及以上人口占10.9%，外籍人口数量为128人，人口密度为30人/平方公里，当地居民被称为（男性）或（女性）。2019年，库德尔河畔圣日耳曼境内出生9人，死亡人口11人。
| 年份   | 1936  | 1946  | 1954 | 1962 | 1968 | 1975 | 1982 | 1990 | 1999 | 2005 | 2010 | 2015 | 2018 |
| ------ | ----- | ----- | ---- | ---- | ---- | ---- | ---- | ---- | ---- | ---- | ---- | ---- | ---- |
| 人口數 | 1,064 | 1,066 | 963  | 836  | 809  | 717  | 714  | 752  | 783  | 846  | 839  | 772  | 779  |

## 经济
截至2021年4月，库德尔河畔圣日耳曼共有各类用人单位133家，平均历史为19年，均为中小型企业（PME）。（快餐食品）、（门窗安装）及（民宿）是当地2019年营业额最高的三个企业，分别为4,752,031欧元、502,725欧元和8,716欧元。

## 财政收入
2019年，库德尔河畔圣日耳曼的财政收入总额为474,340欧元，财政支出总额为388,120欧元，当年的债务总额为105,730欧元。2020年，库德尔河畔圣日耳曼共获得70,363欧元的国家财政补助，比上一年减少了0.01%。
2019年，库德尔河畔圣日耳曼的家庭平均月收入总额为2,008欧元，低于法国平均水平（2,318欧元），平均每个家庭有1.7人。
2017年，库德尔河畔圣日耳曼境内的青壮年（15至64岁）失业率为13.7%，当地45.7%的家庭拥有纳税资格，平均纳税2,488欧元，低于法国平均水平（3,888欧元）。

## 社会事务

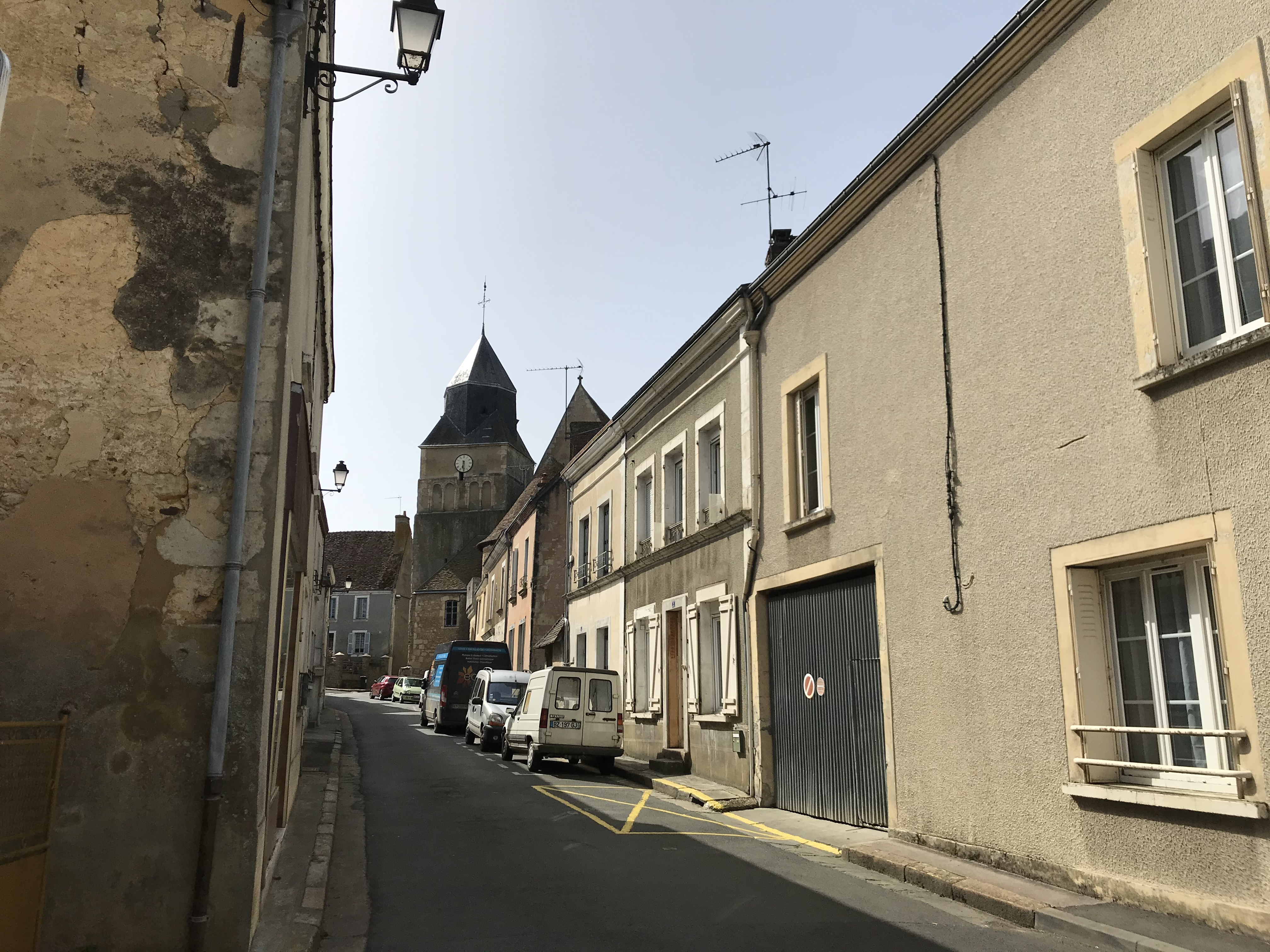
库德尔河畔圣日耳曼镇中心

### 教育
库德尔河畔圣日耳曼属于诺曼底学区。截止2019年1月1日，库德尔河畔圣日耳曼境内有1所小学。

### 医疗
截止2019年1月1日，库德尔河畔圣日耳曼境内有1家药房。距离库德尔河畔圣日耳曼最近的综合医院位于贝尔纳堡。

### 住房
2017年，库德尔河畔圣日耳曼境内共有各类住房492套，其中95.3%为独立式居民区，4.1%为集中式居民区。常住房屋占库德尔河畔圣日耳曼市镇范围内居民建筑总量的70.7%。
在住房保障政策方面，2017年，库德尔河畔圣日耳曼境内共有48户家庭获得了住房经济补助，受益人数占总人口数量的6.4%，其中41份为房租补助。

### 商业
2019年，库德尔河畔圣日耳曼境内共有各类实体商铺21家，其中餐厅2家、杂货店2家、面包房1家、肉铺1家、美容美发店1家、汽车维修店2家。最近的大型超市是位于贝尔纳堡的E.Leclerc超市。

### 体育
2019年，库德尔河畔圣日耳曼境内共有1处网球场和1处足球或橄榄球场。
库德尔河畔圣日耳曼体育俱乐部（A.S. Germaintoise）是当地的一支足球队，2020至2021赛季参加奥恩省足球联赛。

### 环境
库德尔河畔圣日耳曼的环境事务由其所属的公共社区负责。2019年，库德尔河畔圣日耳曼境内暂无污染企业。

### 治安
2014年，库德尔河畔圣日耳曼及附近地区共发生各类案件2,222起，其中盗窃类案件1,249起，经济类案件287起，毒品交易类案件62起。

## 文化

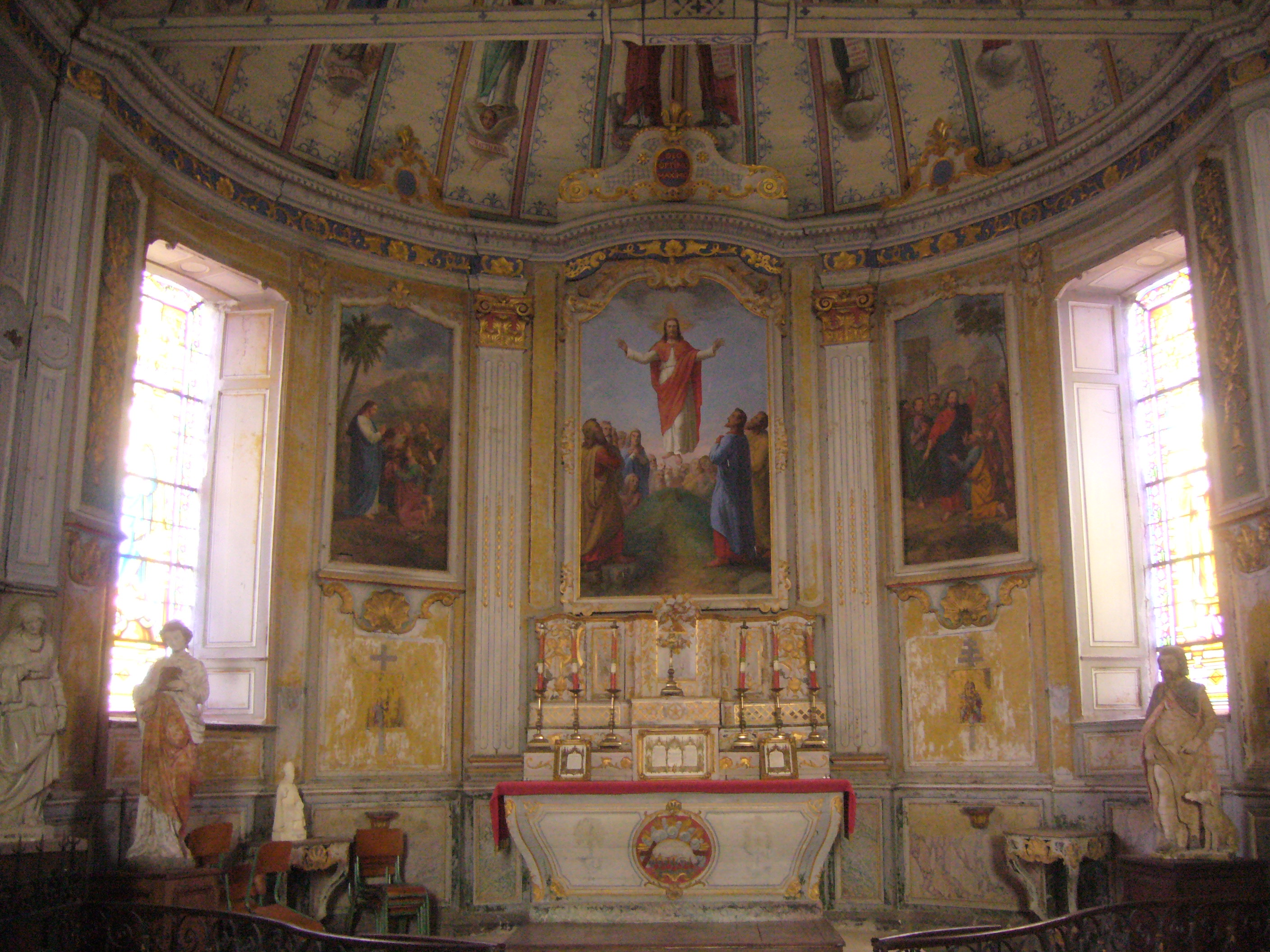
圣日耳曼教堂内的壁画

2019年，库德尔河畔圣日耳曼境内暂无任何文化设施。

### 建筑
库德尔河畔圣日耳曼境内有多处历史建筑，其中库德尔河畔圣日耳曼圣日耳曼教堂是法国国家文物保护单位，也是当地的地标性建筑物。

### 旅游
库德尔河畔圣日耳曼的旅游事务由其所属的公共社区负责。2020年，库德尔河畔圣日耳曼境内暂无任何游客接待设施。

### 媒体
法国主要的媒体均可在库德尔河畔圣日耳曼接收，法国电视三台下属的诺曼底大区频道在部分时段播出库德尔河畔圣日耳曼所属区域的地方新闻。

## 友好城市
截至2021年4月，库德尔河畔圣日耳曼暂未建立任何友好城市关系。